# Norsk filminstitutt

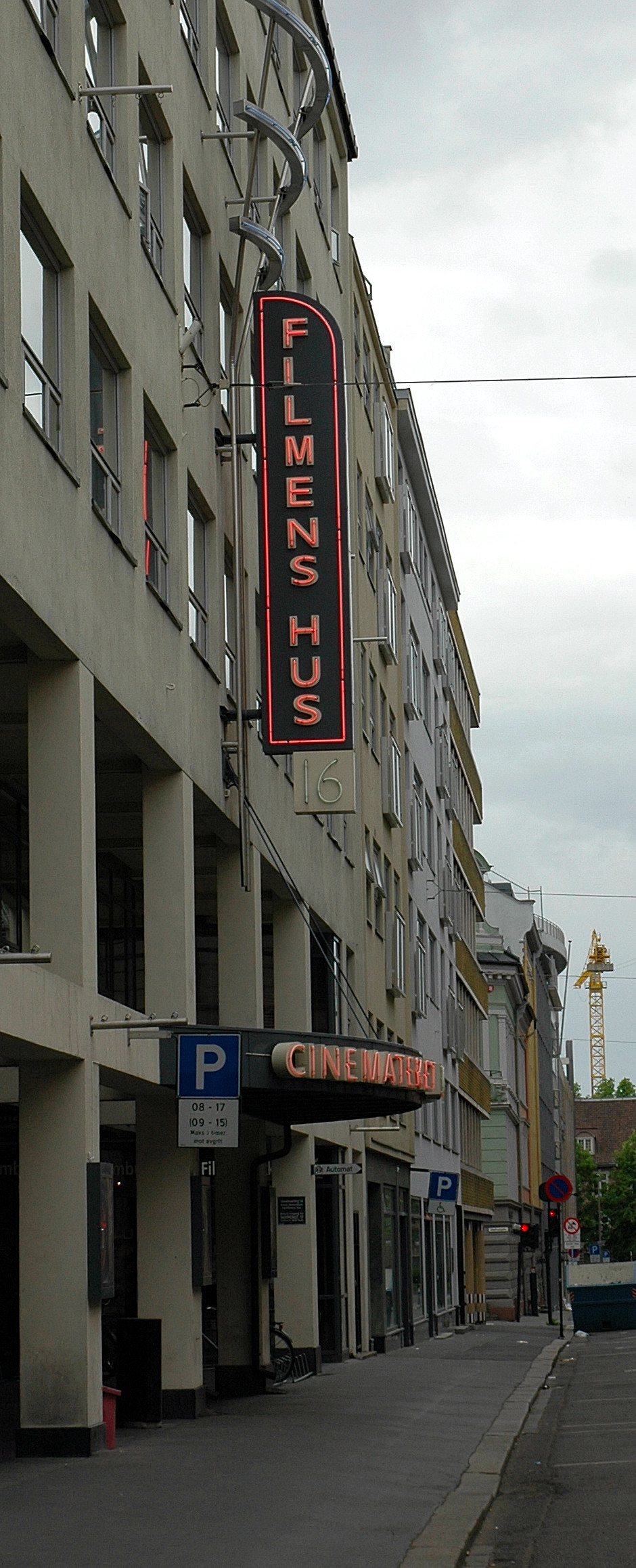
Le siège du Norsk filminstitutt à Oslo.

Le Norsk filminstitutt (NFI) est l'institut norvégien du cinéma. Il a été créé en 1955 pour abriter les archives du cinéma norvégien. Depuis 1989, il assure aussi la promotion des films norvégiens à l'étranger. Il aide à la production de films depuis 1993 et a incorporé la cinémathèque d'Oslo en 1994. En 2008, une importante réforme du cinéma norvégien opérée par le ministère de la Culture réunit sous son appellation le Fonds norvégien pour le cinéma, le Développement cinématographique norvégien et la Commission cinématographique norvégienne.
Le NFI est membre de la Fédération internationale des archives du film et de l'Académie européenne du cinéma, et représente la Norvège auprès d'Eurimages et de l'Observatoire européen de l'audiovisuel.